# Едоардо Анели (1892 – 1935)
Вижте пояснителната страница за други личности с името Едоардо Анели.
Едоардо Анели (на италиански: Edoardo Agnelli) е италиански предприемач и спортен мениджър.

## Биография
Роден е на 2 януари 1892 г. във Верона, където е разположен баща му, по това време кавалерийски офицер. Син е на Джовани Анели, основателят на Фиат, и на съпругата му Клара Бозели. Има една сестра – Катерина (Аничета) (1889 – 1928), съпруга на барон Карло Нази. 
Завършва право в Торинския университет. Участва в Първата световна война като кавалерийски офицер, работейки и като шофьор (рядка дейност по това време) на генерал Луиджи Кадорна. След като се дипломира, пътува по целия свят, за да обогати индустриалната си култура. След като се завръща в Италия, заема различни длъжности, включително вицепрезидент на Фиат, на фабриките във Вилар Пероза и на Съвета на икономиката на провинцията, и е председател на борда на директорите на вестниците „Стампа“ и „Джорнале дел Пинеролезе“.
Пристрастен към спорта, Едоардо заема позицията на вицепрезидент на ФК „Ювентус“ в началото на 20-те години на 20. век, по време на управлението на Джино Оливети, до 24 юли 1923 г., когато става негов собственик и президент – позиция, която заема през следващите дванадесет години. По време на своя мандат създава първото бизнес-спортно партньорство в страната, което все още съществува, и прави в спортната област клуба звезда на италианския футбол с победата на шест национални първенства за десет години, пет от които последователни, както и един от най-добрите европейски отбори в периода между двете световни войни. Освен това го прави един от първите спортни клубове на Италианския полуостров ante litteram, като въвежда, след като го преструктурира на корпоративно ниво, набор от обновени управленски критерии, вдъхновени от съвременния фордизъм и вътрешната организация на Фиат, включително особен модел на управление, известен a posteriori като „стил на Ювентус“. Осигурява и изкуствено осветление – първият пример в Италия, на стадиона на бул. „Марсилия“, построен по време на предишното ръководство. Освен това дава нов тласък на мултиспортната дейност, която вече е съществувала в Ювентус в края на 19. век, разнообразявайки обхвата на действие в дисциплини като боулинг и тенис, включени под егидата на новия Ювентус – Organizzazione Sportiva SA (в който се слива самият футболен отбор). И накрая изиграва решаваща роля в прехода към професионализъм в италианския футбол, насърчавайки идеята за единно първенство в национален мащаб (подобно на английското) – предложение, което поражда през 1926 г. Хартата на Виареджо и Националната дивизия.
Едоардо също така основава зимен курорт, който скоро става престижен и известен: Сестриере, кръстен на едноименния хълм, до който може да се стигне от родния град на семейство Анели, Вилар Пероза, разположен точно след Пинероло на едноименния държавен път (Strada statale 23 del Colle di Sestriere), който започва от Пинероло и се изкачва по левия бряг на Кизоне.
Тежък инцидент отнема живота на едва 43-годишния наследник на Джовани Анели. На 14 юли 1935 г. Едоардо се връща от Форте дей Марми с хидроплана на баща си, пилотиран от летателния ас Артуро Ферарин; насочен към Генуа и след това към Торино с влак, по време на кацане в базата на хидроплана поплавъците на самолета се удрят в заблуден дънер по водата и самолетът се преобръща: пилотът и Едоардо остават невредими, но Едоардо се изправя в пилотската кабина, разположена под двигателя, монтиран на гондола, и умира след удар в тила от витло, останало в движение – в резултат на при инцидента производителят модифицира структурата на самолета, като премества двигателя в по-малко опасно положение.

## Брак и потомство
На 5 юни 1919 г. в Рим се жени за Вирджиния Бурбон дел Монте, принцеса на Сан Фаустино (1899 – 1945), от която има трима сина и четири дъщери:
- Клара Анели (1920 – 2016), поставя началото на линията Фюрстенберг: през 1940 г. се омъжва за немския принц и журналист Тасило фон Фюрстенберг (1903 – 1989), от когото има една дъщеря – Вирджиния, наречена Ира (1940-2024), и двама сина – Егон (1946 – 2004) и Себастиан (1950). Втори брак с италианския писател и актьор Джовани Нуволети (1912 – 2008), от когото няма деца;
- Джани Анели (1921 – 2003), президент на Фиат. Съпруг на Марела Карачоло ди Кастането (1927-2019), аристократка, от която има син Едоардо (1954-2000), който се самоубива, и дъщеря Маргерита (1955), която поставя началото на линията Дьо Пален; омъжва първо за Ален Елкан – италиански журналист и писател с американско гражданство, от когото има двама сина (Джон и Лапо) и една дъщеря (Джиневра), а после за Серж дьо Пален – френски граф и мениджър на Фиат, от когото има един син (Пиетро) и четири дъщери (Мария, Ан, София и Татяна), родени в периода 1984 – 1990 г.;
- Сузана Анели (1922 – 2009), поставя началото на линия Ратаци, през 1945 г. се омъжва за Урбано Ратаци (1918 – 2012) , от когото има шест деца: Илария (1947), Самаритана (1949) (съпруга на Виторио Сермонти и майка на актьора Пиетро Сермонти), Кристиано (1950), Делфина (1952), Лупо (1954) и Пришила Ратаци (1957);
- Мария Соле Анели (1925), поставя началото на линия Кампело, съпруга на спортния мениджър Раниери Кампело (1908 – 1959), от когото има Вирджиния (1954), Арджента (1955), Чинция (1956) и Бернардино Кампело (1958). Втри брак с граф Пио Теодорани Фабри (1924 – 2022), от когото има Едуардо Теодорани Фабри (1965);
- Кристиана Анели (1927), поставя началото на линия Брандолини д'Ада, съпруга на политика и военен Брандолино Брандолини д'Ада (1918 – 2005), от когото има четирима сина: Тиберто (1949), Леонело (1951), Нуно Карло (1955) и Брандино (1958);
- Джорджо Анели (1929 – 1965), неженен и бездетен, умира при неизяснени обстоятелства в клиниката, където е хоспитализиран за шизофрения;
- Умберто Анели (1934 – 2004), президент на Фиат, съпруг на Антонела Беки Пиаджо ди Лузерна (1938 – 1999), от която има близнаците Енрико и Алберто (1962), които живеят само няколко дни, и Джовани Алберто (1964 – 1997), известен като Джованино, който почива млад от рак. Впоследствие се жени за Алегра Карачоло (1945), братовчедка на балдъза му, от която има син Андреа (1975) и дъщеря Анна (1977).